# Grande Loge de France
Ne doit pas être confondu avec Grande Loge nationale française.
La  Grande Loge de France (abrégée en GLDF ou GLF) est une obédience maçonnique française constituée en 1894 lorsque les loges des trois premiers degrés qui forment la Grande Loge centrale du Suprême Conseil de France, décident de prendre leur autonomie. 
Le nom de l'obédience a été porté successivement par deux entités maçonniques distinctes: de 1738 à 1773 pour la première, devenue le Grand Orient de France, et depuis 1894 pour l'actuelle Grande Loge de France.
Juridiquement, elle est une fédération de loges régies par la loi de 1901 et qui, sauf très rares exceptions dues à leur origine historique, pratiquent toutes le Rite écossais ancien et accepté. Elle entretient des rapports d'amitié ou de reconnaissance avec la plupart des obédiences françaises. Elle est cofondatrice de la Confédération des grandes loges unies d'Europe.  Sa devise, Liberté, Égalité, Fraternité, est celle de la République française.

## Histoire

### Première Grande Loge de France de1737à1773
Bien que le nom de Grande Loge de France n'apparaisse pour la première fois que le 14 mai 1737, les francs-maçons français avaient déjà décidé de reconnaître dès 1728 un « grand maître des francs-maçons en France » en la personne de Philippe, duc de Wharton (1698-1731), qui séjourna à Paris et à Lyon de 1728 à 1729, et qui avait déjà été, en 1723, grand maître de la Grande Loge de Londres.

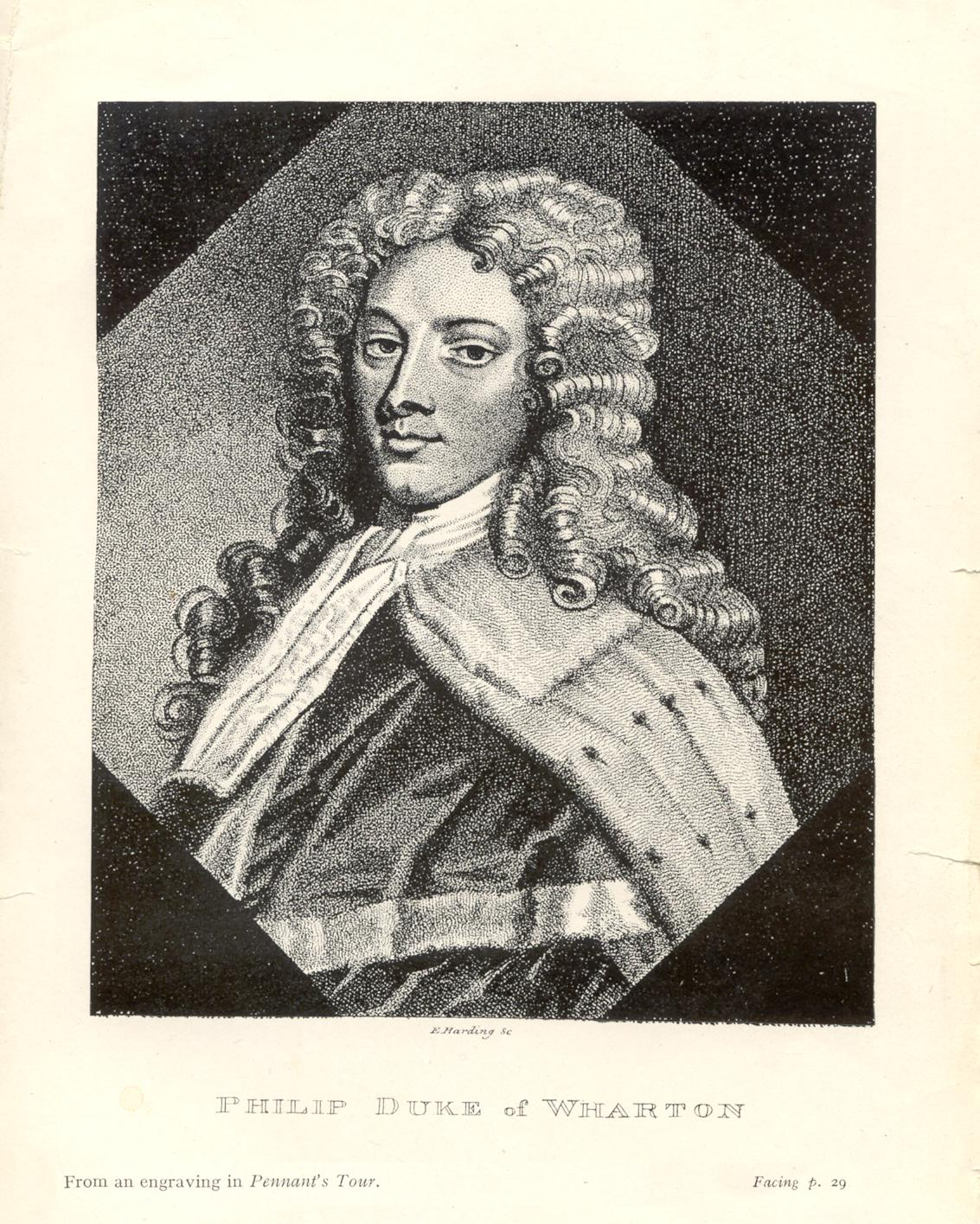
Le duc de Wharton, grand maître des francs-maçons en France en 1728.

Après lui, et avant que ne soit fondée une obédience française, il y eut au moins deux autres grands-maîtres en France: les jacobites James Hector MacLean (1703-1750) puis Charles Radclyffe, Comte de Derwentwater, élu « grand-maître de l'Ordre des francs-maçons dans le royaume de France » le 27 décembre 1736.
La version de 1738 des Constitutions d'Anderson mentionne l'existence de grands-maîtres et de loges en France, en les traitant sur un pied d'égalité avec celles d'York, d'Irlande, d'Écosse et d'Italie dans une formulation qui ne permet cependant pas d'établir l'existence d'une véritable obédience nationale en France, alors que de telles obédiences nationales, indépendantes de celle de Londres depuis leur origine, sont attestées à l'époque pour l'Irlande et l'Écosse:
« Toutes ces loges étrangères [mentionnées précédemment dans le texte] sont sous la protection de notre grand maître d'Angleterre. Toutefois l'ancienne loge de la ville d'York et les loges d'Écosse, d'Irlande, de France et d'Italie, soucieuses de leur indépendance, ont leur propre grand maître. » (« All these foreign Lodges are under the Patronage of our Grand Master of England. But the old Lodge at York City, and the Lodges of Scotland, Ireland, France and Italy, affecting Independency, are under their own Grand Masters, [...] »)
En décembre 1736, le chevalier de Ramsay prononce un discours développant l'idée d'une origine chevaleresque de la franc-maçonnerie. Cette idée aura par la suite une influence certaine sur la rédaction en France, dans la période 1740-1770, de très nombreux hauts grades maçonniques.
Quelques années plus tard, le français Louis de Pardaillan de Gondrin, deuxième duc d'Antin, est élu « grand maître général et perpétuel des maçons dans le royaume de France ». La date exacte de cette élection fait débat : certains historiens la placent en 1738, d'autres en 1740. Différents auteurs considèrent que cet événement constitue la date de naissance de la Grande Loge de France bien que l'utilisation de ces termes exacts, apparus brièvement en 1737, ne soit plus attestée avant 1756.

Le 11 décembre 1743, à la suite du décès du duc d'Antin, c'est Louis de Bourbon-Condé (1709-1771), comte de Clermont, prince du sang et futur membre de l'Académie française qui est élu par une assemblée de seize maîtres  « grand maître de toutes les loges régulières de France ». Le même jour, sont adoptées des « ordonnances générales » en vingt articles dont le dernier mentionne pour la première fois l'existence en France d'un grade se présentant comme supérieur aux trois premiers, pour le condamner en ces termes : 

« Comme on apprend que depuis peu quelques frères s'annoncent sous le nom de maitres Ecossois, et forment dans Les Loges particulières des prétentions et exigent des prérogatives dont on ne trouve aucune trace dans les anciennes archives et coutumes des Loges répandues sur la surface de la terre ; La Grande Loge a déterminé affin de conserver l'union et la bonne harmonie qui doit régner entre les F M. qu'à moins que ces maitres Ecossois ne soient officiers de La Grande Loge, ou de quelque Loge particulière, ils ne seront considérés par les frères que comme les autres apprentis et compagnons, dont ils doivent porter l'habillement sans aucune marque de distinction quelconque. »

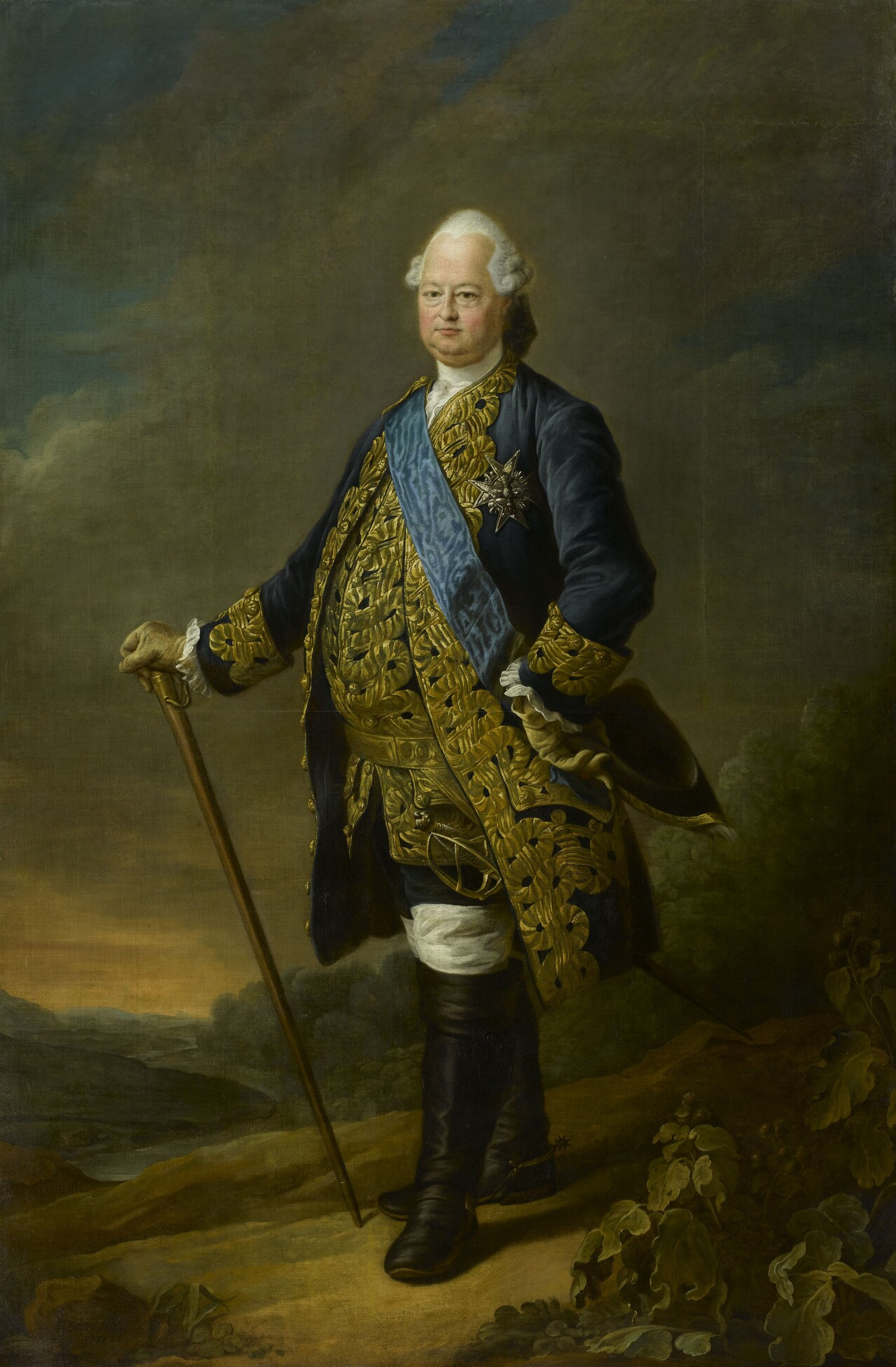
Le comte de Clermont, grand maître de la Grande Loge de France de 1743 à 1771.

Les termes « grande loge », dans ce texte, semblent désigner la réunion qui adopta ces ordonnances générales plus qu'une obédience maçonnique permanente. En ce qui concerne le quatrième grade, cette grande loge se trompait, puisque les historiens ont démontré depuis qu'il ne provenait pas d'Écosse où il était inconnu, mais, comme le troisième apparu peu avant lui, d'Angleterre où il était connu sous les noms de « Scotch Mason », « Scots Master Mason » et « Scots Master » vers 1733. Au cours des années suivantes, de très nombreux autres hauts grades maçonniques dits « écossais » sont rédigés, en France pour la plupart, et rencontrent un grand succès, en particulier à Bordeaux, Lyon et Marseille. La Grande Loge de France ne contribue pas à ce développement mais elle finit par le reconnaître, puisque ses règlements du 4 juillet 1755 concèdent différents privilèges aux titulaires du grade de « Maître écossais ».
En 1756, apparaissent de nouveau les termes « Grande Loge de France », dans les constitutions de la loge lyonnaise « La Parfaite Amitié » : :« [...] approuvé la présente Constitution au nom de tous les maîtres des Loges Régulières de Paris, dite la G.L. de France [...] »
La structure ainsi dénommée n'est donc pas encore tout à fait une véritable obédience maçonnique nationale, mais plutôt la « Grande Loge des maitres réguliers de Paris dite de France », ou encore la loge du « Grand-maître de toutes les loges de France », dont les décisions s'appliquaient à la vingtaine de loges présentes à Paris et étaient plus ou moins bien suivies par celles de province. Elle est constituée par l'assemblée des maîtres de loge de Paris, auxquels se joignent en fonction de leurs déplacements un certain nombre de maîtres de loges de province. Ces maîtres de loges, à l'époque, ne sont pas élus : ils tiennent leurs pouvoirs de patentes et sont le plus souvent les fondateurs de la loge qu'ils dirigent. Lorsqu'ils sont aristocrates ou fortunés, ils fournissent aussi les locaux et se chargent de l'intendance. Ceci explique pourquoi le pouvoir de la Grande Loge de France ne s'étend pas de manière indiscutée sur tout le royaume, à la manière des obédiences maçonniques contemporaines. Ainsi se forme par exemple en 1760, à l'initiative de Jean-Baptiste Willermoz, une « Grande Loge des maîtres réguliers de Lyon » et en 1762 la « Parfaite Loge d'Écosse » fondée à Bordeaux par Étienne Morin en 1745 est qualifiée par celle de Paris de « Grande Loge écossaise de Bordeaux ».
À partir de 1760, la Grande Loge fera face à une série de scissions qui s'interrompra brièvement de 1763 à 1766 avant de reprendre puis d'aboutir en 1773, deux ans après le décès du grand maître le comte de Clermont, à la transformation de la première grande loge en une obédience nationale, majoritaire, aristocratique, fortement centralisée, qui prendra le titre de Grand Orient de France et confiera sa grand-maîtrise à Louis Philippe d'Orléans (1747-1793). Sous l'impulsion du duc de Luxembourg, substitut du grand-maître, elle adopte différentes réformes, dont l'élection des vénérables maîtres de loge, la mise à l'écart des « gens de condition servile », et l'interdiction de réunir les loges chez des traiteurs ou dans des locaux profanes. 
Une « Grande Loge de Clermont » (du nom du grand-maître décédé en 1771) voit le jour à la suite de cette transformation, de direction beaucoup moins aristocratique et réunissant une partie des maîtres de loge parisiens et une cinquantaine de loges de province qui leur étaient restés fidèles. Elle conserve les usages précédents, en particulier l'inamovibilité des vénérables et la vénalité des charges, mais n'est guère en mesure de résister à la puissance du Grand Orient qui permettra aux loges initialement récalcitrantes de le rejoindre jusqu'en janvier 1777 .
La Révolution française contraint la « Grande Loge de Clermont » à suspendre ses travaux en novembre 1792. Lorsqu'elle les reprend après la Terreur, le 17 octobre 1796, elle ne compte plus que dix loges à Paris et huit en province. Le Grand Orient de son côté, réuni le 24 février 1797, n'en compte pas davantage alors qu'il en comptait plus de 600 à la veille de la Révolution. Alexandre Roëttiers de Montaleau sous le titre de « grand vénérable » sera l'artisan de la fusion de la Grande Loge de Clermont au sein du Grand Orient et la signature d'un concordat d'intégration le 10 juin 1799  qui  permet au Grand Orient de se proclamer : « seul et unique héritier en France de la Grande Loge d'Angleterre ». Le concordat prévoyant l'abrogation définitive de l'inamovibilité des offices moyennant la possibilité pour les vénérables qui n'avaient pas encore renoncé de conserver pendant encore neuf années la direction de leur loge.

### Le«Rite écossais»en France de1804à1894

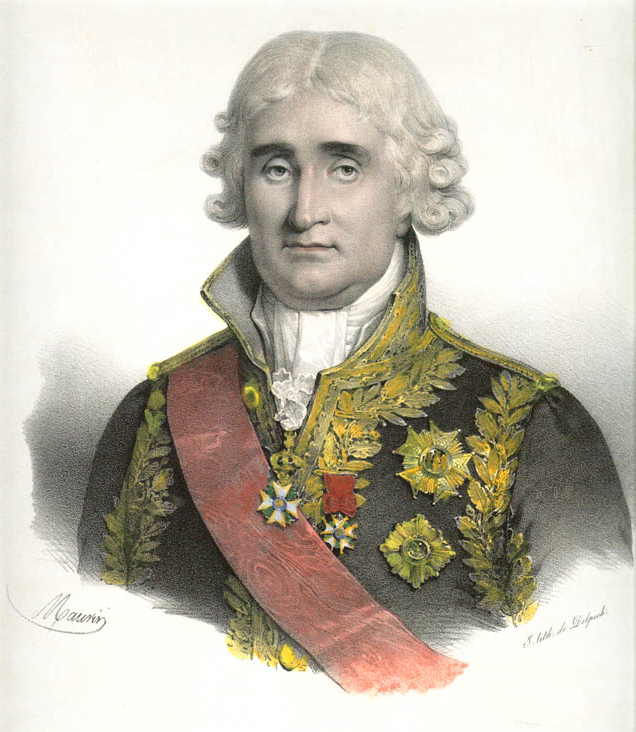
Jean-Jacques Régis de Cambacérès, grand commandeur du Rite écossais ancien et accepté en France de 1806 à 1821.

Poursuivant les réformes qu'ils avaient engagées, le Grand Orient réorganisa son système de hauts grades maçonniques en fondant le Rite français en sept degrés. Par circulaire du 12 novembre 1802, il interdit à ses loges la pratique des autres systèmes de hauts grades. Il y eut relativement peu de réactions immédiates.
En 1804, Alexandre Comte de Grasse-Tilly, qui vient d'arriver à Paris, fait connaître en France la naissance du Rite écossais ancien et accepté fondé en 1801 aux États-Unis à partir de grades écossais venant pour la plupart de France via les Antilles. Il reçut un accueil favorable et fonda le 22 septembre 1804 le « Suprême Conseil pour la France ». Celui-ci contribua aussitôt à la transformation des loges nouvellement regroupées autour de « Saint-Alexandre d’Écosse » en une nouvelle obédience symbolique (c'est-à-dire chargée de la gestion des trois premiers degrés), dénommée « Grande Loge générale écossaise ». Celle-ci se plaça immédiatement sous l'autorité du prince Louis Bonaparte en le choisissant pour grand maître. Elle nomma ensuite à sa tête d'autres puissants protecteurs, notamment le savant Lacépède et les maréchaux Kellermann, Masséna, Lefebvre et Sérurier Toutefois, l'Empereur Napoléon Ier exigea immédiatement la fusion des nouvelles structures avec le Grand Orient de France. Il avait d'ailleurs déjà nommé son frère Louis à la charge de grand maître adjoint du Grand Orient l'année précédente. Un accord autorisant la pratique du Rite écossais ancien et accepté au sein du Grand Orient de France fut rapidement trouvé et la fusion fut réalisée « avec l'enthousiasme de la joie et de la confiance » le 5 décembre 1804 sous l'égide de Cambacérès.
Cette évolution aboutit un peu plus tard à un changement dans l'usage du vocabulaire de la franc-maçonnerie française : alors que jusqu'ici on n'appelle « loges écossaises » que les loges des grades supérieurs au troisième, le terme est désormais utilisé pour désigner les loges des trois premiers degrés pratiquant un rite différent du Rite français. Ce rite fut probablement constitué à partir de 1804 sur la base du Rite français auquel on combina des éléments pratiqués par la « Grande Loge des anciens » fondée en Angleterre en 1751. Il aboutit en 1821 à la rédaction du « Guide des maçons écossais » qui fixe pour la première fois le Rite écossais ancien et accepté en ce qui concerne ses trois premiers degrés. Ces loges « écossaises » des trois premiers degrés accordent à leurs membres titulaires de hauts grades maçonniques des honneurs particuliers, selon la coutume française du XVIIIe siècle qu'elles croient généralement, bien qu'à tort, remonter à l'ancienne franc-maçonnerie d'Écosse.

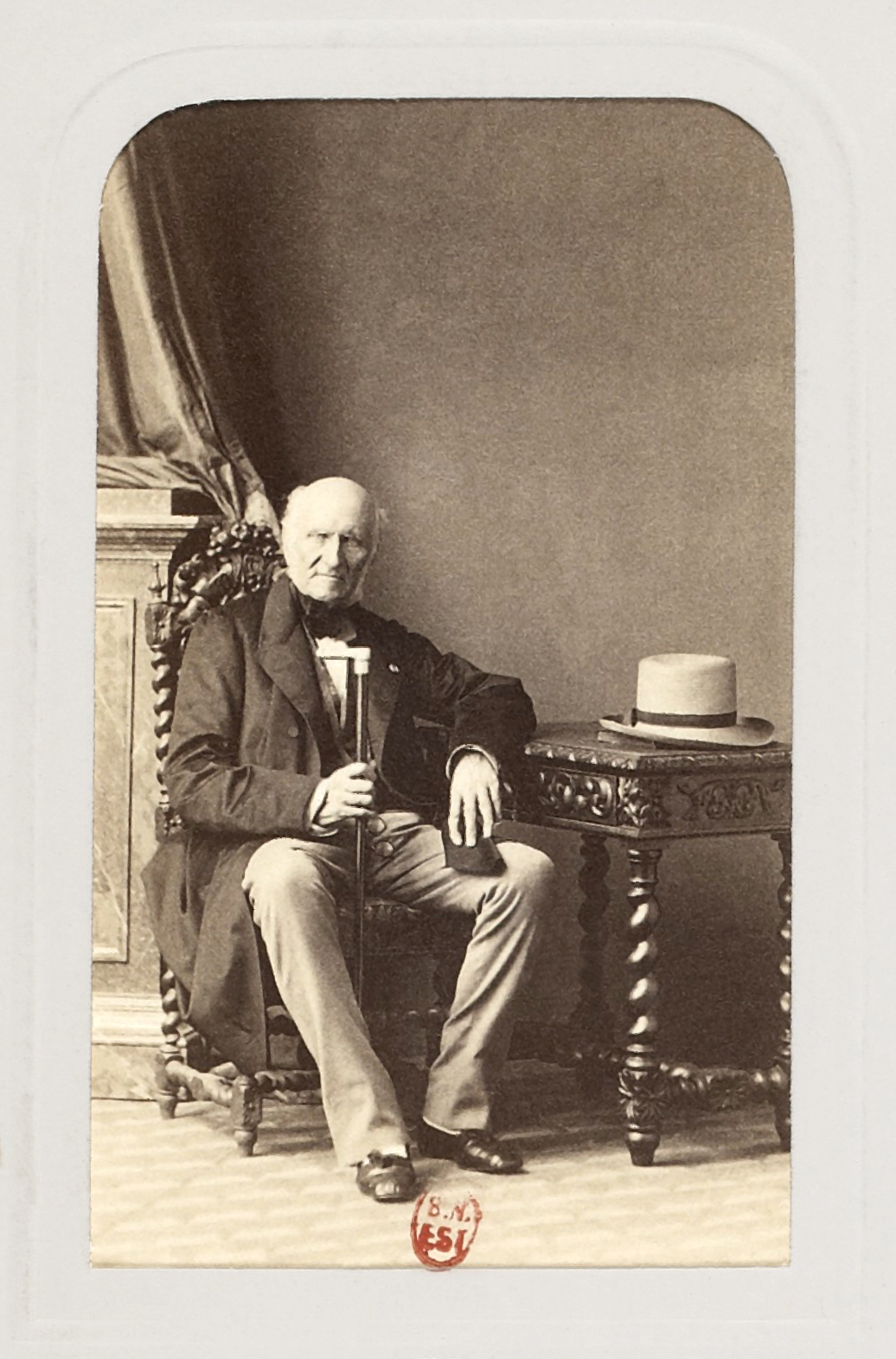
Le duc Élie Decazes, grand commandeur du Suprême Conseil de France de 1838 à 1860.

L'union de 1804 ne survit pas à la fin de l'Empire. De nouvelles dissensions eurent lieu. Elles aboutissent en 1821 au réveil du « Suprême Conseil de France », de nouveau indépendant du Grand Orient et créant des loges de tous degrés. Ces deux obédiences coexistent ensuite sans heurts notables pendant quarante ans. C'est ainsi par exemple qu'en 1830 une brillante fête maçonnique fut organisée conjointement par le Grand Orient et par le Suprême Conseil en l'honneur de La Fayette, qui était membre des deux obédiences. 
Dans le premier tiers du XIXe siècle, et à l'inverse de la situation de la fin du XVIIIe siècle, les instances dirigeantes du Suprême Conseil sont surtout composées d'aristocrates, alors que celles du Grand Orient sont dominées par la bourgeoisie. Cette différence sociologique s'équilibre par la suite, avant d'évoluer de nouveau après 1850, le nombre de francs-maçons d'origine plus modeste augmentant davantage du côté du Suprême Conseil, peut-être en partie du fait de cotisations moins élevées qu'au Grand Orient.
En 1862, Napoléon III nomme personnellement le maréchal Magnan pour succéder au prince Lucien Murat comme grand maître du Grand Orient de France. À peine nommé, celui-ci tente d'imposer la réunification des différents rites maçonniques alors pratiqués en France (français, écossais et égyptien) au sein du Grand Orient, comme l'avait fait Napoléon Ier en 1804. Cette tentative fut mise en échec par une vive résistance du grand commandeur Viennet, l'empereur s'étant abstenu de trancher leur différend.
La résistance de Viennet en 1862 a pour conséquence inattendue un regain d'attractivité du Suprême Conseil auprès des républicains et des opposants à l'Empire. Les deux principales obédiences françaises restent cependant sociologiquement proches. Les membres parisiens des deux obédiences s'impliquent directement dans des tentatives de conciliation à l'occasion de l'insurrection de la Commune de Paris, alors que les deux obédiences se désolidarisent dans le même temps des violences parisiennes,.
De 1872 jusqu'à la fin du siècle, le « Rite écossais » (c'est ainsi qu'on dénommait alors habituellement, quoi que de manière un peu impropre, la seconde obédience maçonnique de France) fait face à une sérieuse crise interne, liée au climat particulier de la querelle du Grand Architecte de l'Univers, à l'instauration de la Troisième République et au fait que le Suprême Conseil de France possède des loges « bleues » (c'est-à-dire des trois premiers degrés) pratiquant le Rite écossais ancien et accepté alors que dans la plupart des autres pays ce rite n'était pratiqué qu'à partir du 4e degré:
Cette particularité commença à provoquer des remous dans certaines des loges bleues concernées, un certain nombre de frères revendiquant l'abandon de toute référence au Grand Architecte de l'Univers et leur indépendance vis-à-vis des hauts grades dont ils jugent le symbolisme trop empreint de références religieuses. C'est ainsi que dès 1875, la loge « L'Union des peuples » avait réclamé une telle indépendance en ces termes : « Aux Suprêmes Conseils l'administration des Hauts Grades, aux Grandes Loges le gouvernement des Ateliers Symboliques ». Le mouvement prend de l'ampleur jusqu'à ce que, le 12 février 1880, douze loges dissidentes s'érigent en une « Grande Loge symbolique écossaise » qui se développa jusqu'à atteindre un effectif de 36 loges. C'est à cette nouvelle obédience qu'appartenait la loge « Les Libres Penseurs » du Pecq, qui s'en sépara le 9 janvier 1882, pour initier le 14 janvier Maria Deraismes, première femme franc-maçon et cofondatrice du Droit humain, avant de rejoindre de nouveau la GLSE quelque temps plus tard. Elle compta aussi parmi ses membres Gustave Mesureur et Oswald Wirth.

### Seconde Grande Loge de France de1894
|      |           |                                     |      |  |      |                   |                   |                           |
| 1738 | 1773      | 1799                                | 1804 |  | 1821 | 1880              | 1894              | 2016                      |
|      |           |                                     |      |  |      |                   |                   |                           |
|      | Première  |                                     |      |  |      |                   |                   | Grand Orient de France    |
|      | Grande    |                                     |      |  |      |                   |                   |                           |
|      | Loge      | Grande                              |      |  |      |                   |                   | Suprême Conseil de France |
|      | de France | Loge                                |      |  | ↔    | « Rite écossais » | « Rite écossais » | Seconde Grande Loge       |
|      |           | "Clermont"                          |      |  |      |                   | GLSE              | de France                 |
|      |           | « Rite de Perfection » aux Antilles |      |  |      |                   |                   |                           |

Le Suprême Conseil de France et la Grande Loge symbolique écossaise qui venait de s'en séparer se rencontrèrent en 1884 à l'occasion du banquet de clôture du convent du Grand Orient de France et des relations officielles furent rétablies en 1888.
À cette époque, les effectifs du Suprême Conseil de France s'élevaient à 23 chapitres (loges travaillant du 4e au 18e degrés) et 90 loges symboliques (du 1er au 3e degré), ces dernières étant regroupées dans une structure interne dénommée « Grande Loge centrale du Suprême Conseil de France ».
En 1894, la loge « La Fidélité » de Lille réunit les loges du Nord de la France et proposa que soit étudiée la possibilité pour les loges bleues de la Grande Loge centrale de se constituer en une obédience indépendante qui fusionnerait avec la Grande Loge symbolique écossaise. Les autres congrès provinciaux approuvèrent et le Suprême Conseil de France accepta la tenue d'un convent le 7 novembre 1894. Par 50 voix contre 8 et 2 abstentions, celui-ci se prononça pour l'autonomie, qui fut accordée, conduisant à la fondation d'une nouvelle obédience, reprenant le nom de « Grande Loge de France », qui n'avait plus été utilisé depuis 1773.

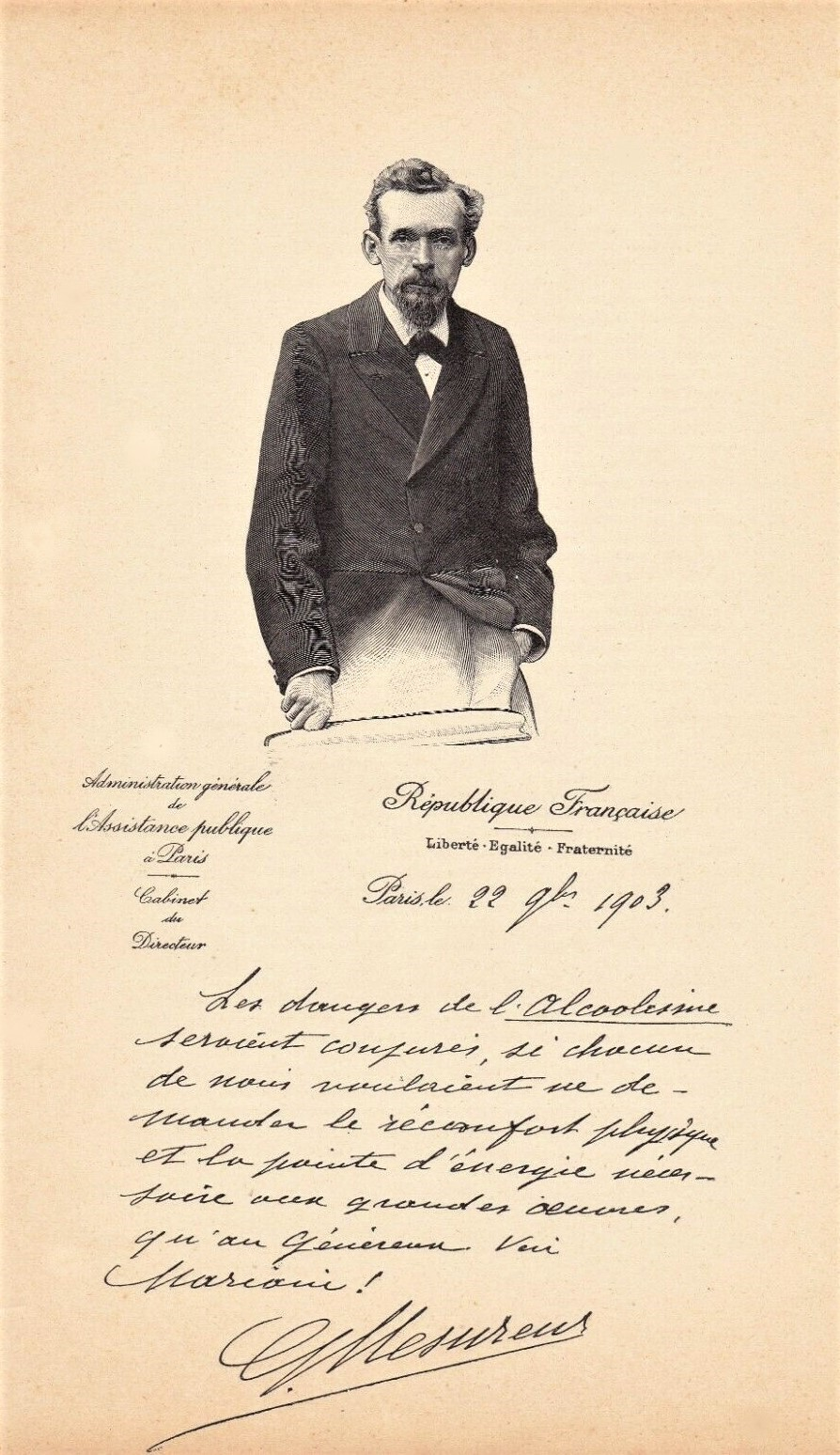
Gustave Mesureur, grand maître de la Grande Loge de France à trois reprises.

Les premières constitutions de la nouvelle Grande Loge de France définissaient la franc-maçonnerie comme « une alliance universelle basée sur la solidarité » et destinée à promouvoir « le succès de toute évolution émancipatrice ». Elle s'interdisait « d'exiger de ses adeptes une croyance déterminée » et fondait sa pratique sur la déclaration de principes du convent de Lausanne. Chacun de ses ateliers restait libre de travailler ou non « à la gloire du Grand Architecte de l'Univers » et cette expression ne figurait pas sur l'en-tête des courriers officiels, ce qui était la condition exigée par la GLSE pour la fusion envisagée. La fusion avec la GLSE fut opérée en 1896 et l'autonomie devint une complète indépendance en 1904 lorsque le Suprême Conseil de France renonça à délivrer les patentes constitutives des nouvelles loges.
Au début du XXe siècle, l'effectif de la Grande Loge de France croît à un rythme comparable à celui du Grand Orient: Il passe de 3 000 membres à sa fondation à 4 300 en 1903 et 8 400 en 1912 (le Grand Orient passant lui de 17 000 adhérents en 1882 à 30 832 en 1910). Le nombre des loges de la GLDF atteint 149 en 1914.
Pendant la plus grande partie du XIXe siècle les membres des loges du Rite écossais réalisaient des travaux et dissertations assez littéraires sur des idées plutôt générales agrémentées d'un esprit de bienveillance peu engagé. Avec la Troisième République, les sujets s'étaient spécialisés, on y étudiait par exemple les théories de Charles Darwin, le rôle de la femme dans la société, l'influence de l'Église sur la civilisation, les devoirs envers la patrie ou la vie de Benjamin Franklin. Avec l'indépendance, et bien que la Grande Loge de France soit moins directement liée au Parti radical que le Grand Orient, leurs préoccupations se rapprochent et les sujets étudiés deviennent beaucoup plus politiques. Les questions liées à l'éducation ou à la séparation de l'Église et de l'État, en particulier, sont fréquemment abordées. Ce n'est qu'après le scandale de l'affaire des fiches en 1904 que l'on observe un relatif retour à des préoccupations plus philosophiques, voire métaphysiques, à un moment où le positivisme est en recul dans toute la société française. Quelques loges se spécialisent dans l'étude du symbolisme et du rituel, comme l'« Anglo-saxon Lodge », ou « Thebah » à laquelle s'affilie brièvement René Guénon.

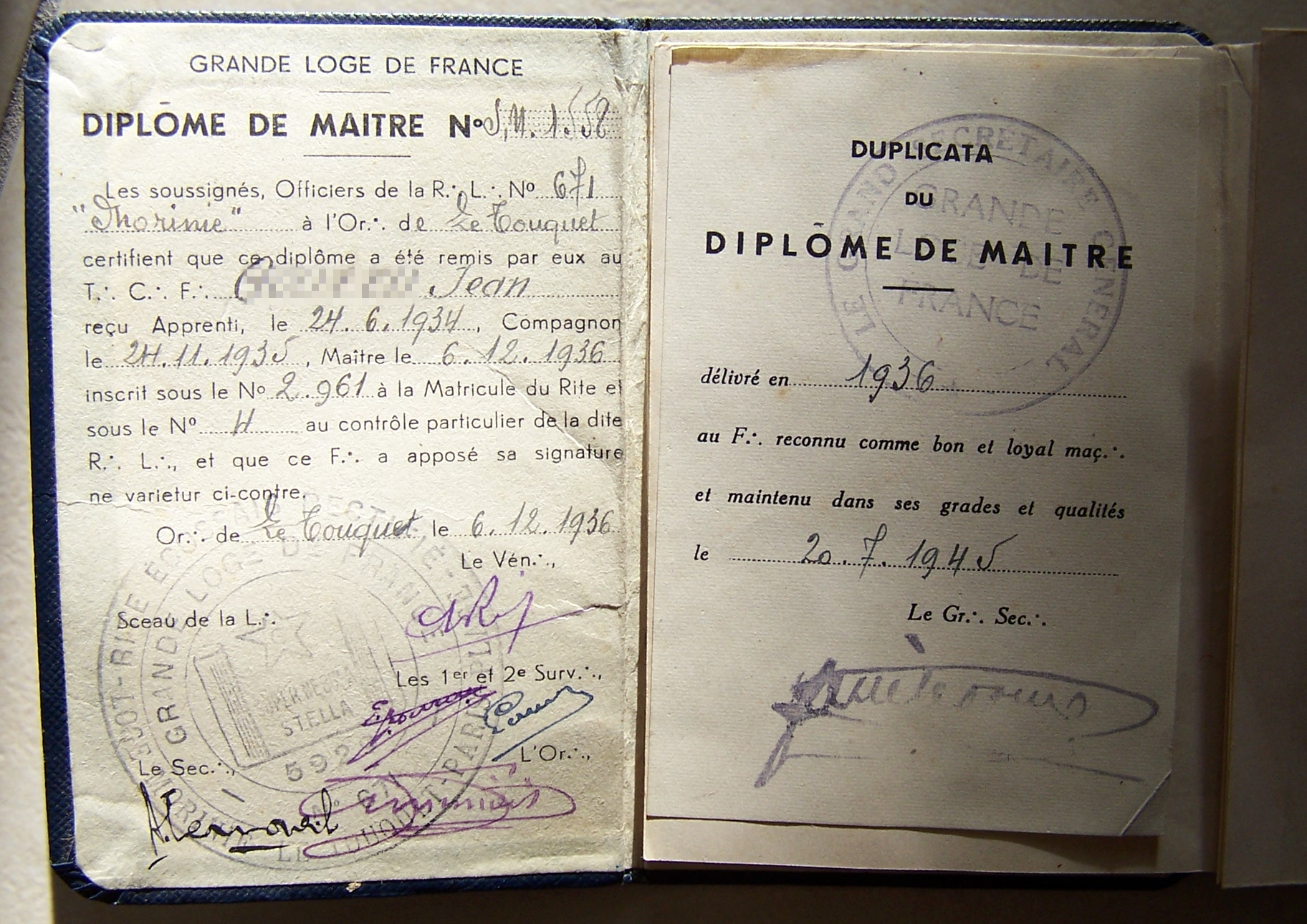
Page de garde d'un diplôme de maître de la Grande Loge de France, témoignant de l'épuration de 1945.

En 1911, la Grande Loge acquiert son immeuble de la rue Louis-Puteaux, dans le 17e arrondissement de Paris, un ancien couvent de franciscains. Pendant la Première Guerre mondiale, l'activité se poursuit au ralenti dans la zone non-occupée. En janvier 1917 une conférence internationale réunit rue Puteaux des obédiences de France, de Belgique, d'Italie et de Serbie. On s'y prononce en faveur de la création de la Société des Nations. Un convent exceptionnel est réuni les 30 et 31 janvier 1926 pour étudier « les moyens de combattre le fascisme ».
En juin 1940, les fichiers de la Grande Loge sont envoyés à Orléans où ils sont incinérés. Les autorités allemandes investissent l'immeuble de la rue Puteaux. La franc-maçonnerie écossaise tente de survivre dans la clandestinité selon les principes fixés par son grand maître Dumesnil de Gramont fin 1940.
À la Libération, après épuration de 172 frères et du fait des morts et des démissions, la Grande Loge reprend ses travaux avec seulement 3 600 frères. Dans les années 1950, la Grande Loge et notamment son grand-maître le docteur Pierre Simon jouera un rôle important dans l'élaboration de la législation française sur la contraception. Dans le même temps, un courant plus orienté vers les thèmes « initiatiques » s'y développe de plus en plus.
Conséquence des épreuves vécues en commun pendant la guerre, certains membres envisagent une fusion avec le Grand Orient de France. Celle-ci est vite repoussée, notamment par le grand maître Dumesnil de Gramont, qui espère pouvoir se rapprocher des obédiences anglo-américaines avec lesquelles des relations informelles ont été nouées, notamment par l'intermédiaire des soldats américains stationnés en France. En 1954, la Grande Loge de France rétablit l'obligation pour ses loges de travailler en présence d'une Bible ouverte, condition de leur reconnaissance, et engage en 1956 des pourparlers de fusion avec la Grande Loge nationale française. Ceux-ci n'aboutissent pas davantage, car ils impliqueraient une rupture totale avec le Grand Orient de France.
En 1964, la scission devient inévitable. Elle aura comme déclencheur la signature d'une convention administrative avec le Grand Orient concernant notamment des échanges en vue d'éviter aux membres indélicats radiés de changer d'obédience. 400 à 500 membres sur un effectif de 8 220 quittent alors la Grande Loge en compagnie du Grand Commandeur du Suprême Conseil de France, pour rejoindre la Grande Loge nationale française à laquelle ils apportent le Rite écossais ancien et accepté avec l'appui du Suprême Conseil de la juridiction Sud des États-Unis.
Au cours du dernier tiers du XXe siècle, comme toutes les obédiences maçonniques françaises, l'effectif de la Grande Loge de France poursuit sa progression, passant de 17 500 membres pour 438 loges en 1989 à 25 000 membres pour 640 loges en 1998 et près de 900 loges et plus de 34 000 membres dont près d'un tiers en Île-de-France. 
Sa déclaration de principes, promulguée en 1953 la place dans une position intermédiaire entre celle du Grand Orient de France et celle de la Grande Loge nationale française. Quoique formée partiellement d'agnostiques, elle tient à maintenir de bonnes relations avec l'Église catholique, dont elle reçoit parfois des dignitaires à l'occasion de conférences ou de séminaires,.

## Direction de l'obédience
Depuis sa création en 1894 la seconde Grande Loge de France est sous la direction d'un grand-maitre élu.

## Principes et organisation
La Grande Loge de France est une fédération de loges travaillant toutes au même rite : À quelques très rares exceptions près trouvant leur justification dans des circonstances historiques particulières, ses ateliers pratiquent exclusivement le Rite écossais ancien et accepté dans ses trois premiers degrés.[réf. nécessaire]
Elle respecte les anciens devoirs, une partie des Basic Principles fixés par la Grande Loge unie d'Angleterre dans leur rédaction de 1929, et leur totalité dans leur rédaction de 1989 à l'exception cependant du troisième point puisqu'elle travaille « À la gloire du Grand Architecte de l'Univers » - qu'elle désigne comme un principe créateur - tout en laissant ses membres libres de l'interpréter selon leurs convictions ou sensibilités. On trouve donc parmi ses membres des théistes et des déistes, mais aussi des agnostiques et même des athées ayant une vision naturaliste de ce concept. Elle se considère ainsi comme régulière.[réf. nécessaire]

## Activités
Comme pour toutes les obédiences maçonniques, l'activité de la Grande Loge de France consiste principalement à aider, conseiller et appuyer les loges qu'elle fédère, notamment en ce qui concerne la gestion financière des locaux et l'harmonisation des pratiques rituelles. Mais elle mène aussi d'autres actions fédérales.

### Activités réservées aux membres
La Grande Loge de France publie un journal périodique réservé à ses membres.
Comme les autres principales obédiences maçonniques françaises, elle laisse ses loges libres du choix de leurs travaux, mais elle leur propose chaque année depuis son origine de lui faire remonter les résultats de leurs études sur une question plus particulière, différente chaque année et dénommée « question à l'étude des loges » dont elle réalise une synthèse. Parmi les thèmes des dernières années, on trouve par exemple : « Défense des droits de l'Homme, humanisme et spiritualité » (1995) ; Peut-on diriger l'évolution de la science « en veillant à ce que l'évolution spirituelle et morale de l'homme accompagne son progrès intellectuel et matériel » (1996) ou « Démarche initiatique et dignité humaine » (1999).
Elle dispose de différents programmes d'entraide : « Entraide fraternelle » (aide financière aux membres en détresse ou à leur famille) ; « Poignée de mains » (conseils et assistance aux membres en situation d'urgence) ; « Solidarité Jeunesse » (anciennement « Orphelinat maçonnique ») et elle soutient l'association inter obédientielle, « Fraternité Santé Détresse » et « Clarté ». En 2017, la Grande Loge de France a fondé une maison de la solidarité. Cet espace, à vocation fraternel et solidaire, aide les francs-maçons en difficulté et en détresse. Elle réunit et coordonne toutes les structures d’aide qui existent au sein de l’obédience.[réf. nécessaire]

### Activités publiques
La Grande Loge de France propose une émission radiophonique diffusée le troisième dimanche de chaque mois dans Divers aspects de la pensée contemporaine sur France Culture.
Elle publie une revue trimestrielle fondée en 1965, intitulée Points de vue initiatiques dont chaque numéro est centré autour d'un thème particulier, parfois spécifiquement maçonnique parfois plutôt destiné au grand public[réf. nécessaire].
Elle organise des colloques (tels que « Dialogue entre les religions et les spiritualités » en janvier 2008, ou « La gestion éthique des progrès scientifiques et techniques » à la Mutualité en avril 2008) ainsi que des conférences publiques données par ses membres (telles que les conférences de ses grands-maîtres) ou par des personnalités extérieures (telle que celle de Luc Ferry le 7 juin 2008).

## Actualités internationales
La Grande Loge de France est directement présente dans différents pays d'Europe (Royaume-Uni, Belgique, Espagne, Portugal, Andorre, Lettonie, Lituanie et Russie), d'Asie (Cambodge, Israël, Thaïlande, Vietnam), d'Amérique (Canada, Costa Rica) et d'Afrique (Congo, Île Maurice, Madagascar, Togo, Sénégal).
En 2013, quatre obédiences fondent la Confédération maçonnique de France : La Grande Loge de France, la Grande Loge traditionnelle et symbolique Opéra, ainsi que deux scissions de la Grande Loge nationale française : la Grande Loge de l'Alliance maçonnique française (GLAMF) et la Grande Loge indépendante de France (GLIF) signent solennellement le traité fondateur le 15 juin 2013 lors du convent de la Grande Loge de France. En 2015, seules la Grande Loge de France et la Grande Loge de l'Alliance maçonnique française (GLAMF) en sont membres.
La Grande Loge de France et la Grande Loge traditionnelle et symbolique Opéra sont à l'initiative de la création, en 2000, de la Confédération des grandes loges unies d'Europe  regroupant des grandes loges symboliques traditionnelles qui ne sont pas reconnues comme régulières par la Grande Loge unie d'Angleterre.